# Cleiton Kielse
Cleiton Kielse Bordini Crisóstomo mais conhecido como Cleiton Kielse (Curitiba, 8 de maio de 1967) é um político paranaense filiado ao Partido do Movimento Democrático Brasileiro (PMDB).

## Biografia
Nascido em Curitiba, é filho do engenheiro Quielse Crisóstomo da Silva e de Nilza Bordini. Seu pai foi deputado estadual e conselheiro do Tribunal de Contas do Estado (TCE-PR).
Cleiton Kielse foi deputado estadual por seis mandatos. Foi eleito pela primeira vez nas eleições de 1990. Representou as regiões Norte, Noroeste e a Região Metropolitana de Curitiba na Assembleia Legislativa do Paraná e ocupou o cargo de 3º secretário.
Em 1994 Kielse foi empossado como técnico de controle no TCE-PR. Em 1999 formou-se em direito pela Universidade Tuiuti do Paraná. Em 2012 filiou-se ao Partido Ecológico Nacional (PEN). Ainda em 2012 denunciou colegas deputados que haviam recebido dinheiro das concessionárias das rodovias estaduais para evitar a instalação da Comissão Parlamentar de Inquérito (CPI) dos Pedágios. Nas eleições de 2014 não foi reeleito deputado estadual. Em 2016 retornou ao PMDB e mudou seu domicílio eleitoral para o município de Ortigueira, onde concorreu para prefeito, ficando em segundo colocado.